# Zeppelins Nedstyrtning
Zeppelins Nedstyrtning er en stumfilm, der dokumenterer nedstyrtningen af det tyske Luftskib L 3.

## Handling
Nedstyrtning af den tyske zeppeliner "L3" på Fanø Vesterstrand den 15. februar 1915.